# Lisa (gmina w okręgu Teleorman)
Lisa – gmina w Rumunii, w okręgu Teleorman. Obejmuje miejscowości Lisa i Vânători. W 2011 roku liczyła 2107 mieszkańców. 